# Pulgar (ort)
Pulgar är en ort i Spanien.   Den ligger i provinsen Toledo och regionen Kastilien-La Mancha, i den centrala delen av landet, 90 km söder om huvudstaden Madrid. Pulgar ligger 723 meter över havet och antalet invånare är 1 393.
Terrängen runt Pulgar är huvudsakligen platt, men åt nordväst är den kuperad. Runt Pulgar är det glesbefolkat, med 18 invånare per kvadratkilometer. Närmaste större samhälle är Sonseca, 15,3 km öster om Pulgar. Trakten runt Pulgar består till största delen av jordbruksmark.